# Fauconcourt
Ne doit pas être confondu avec Faucoucourt.
Fauconcourt est une commune française située dans le département des Vosges, en région Grand Est. Les habitants de Fauconcourt sont les Falconicuriens.

### Localisation

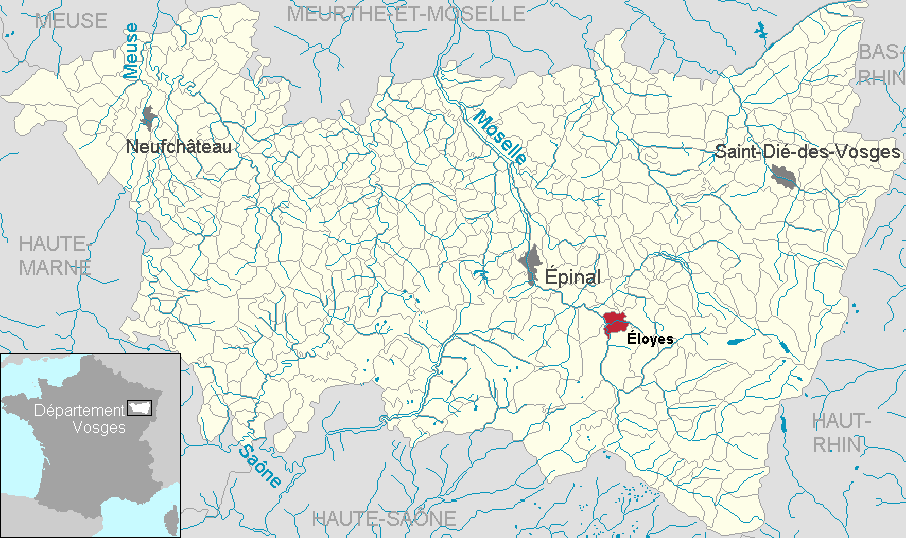
Localisation dans le département.

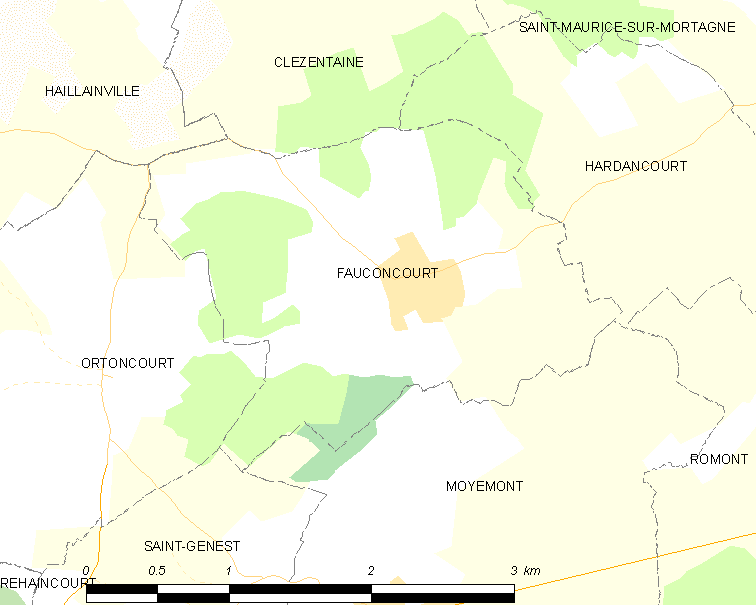
Situation géographique de Fauconcourt.

## Géographie

### Géologie et relief
La commune se compose de 30,66 hectares de territoires artificialisés (6,24 %), 309,86 hectares de territoires agricoles (63,11 %) et 150,28 hectares de forêts et milieux semi-naturels (30,61 %).
Fauconcourt est une petite commune rurale à l'ouest - nord-ouest de Rambervillers. Le village est bâti sur une petite colline en contrebas de laquelle coule le ruisseau de Nauve, affluent gauche de la Mortagne.

### Communes limitrophes
| Haillainville | Clézentaine | Hardancourt |
| Ortoncourt    | Fauconcourt |             |
| Saint-Genest  |             | Moyemont    |

### Hydrographie et les eaux souterraines
Hydrogéologie et climatologie : Système d’information pour la gestion des eaux souterraines du bassin Rhin-Meuse :
Territoire communal : Occupation du sol (Corinne Land Cover); Cours d'eau (BD Carthage),
Géologie : Carte géologique; Coupes géologiques et techniques,
 Hydrogéologie : Masses d'eau souterraine; BD Lisa; Cartes piézométriques.
La commune est située dans le bassin versant du Rhin au sein du bassin Rhin-Meuse. Elle est drainée par le ruisseau de Devant Prays et le ruisseau de la Nauve,.

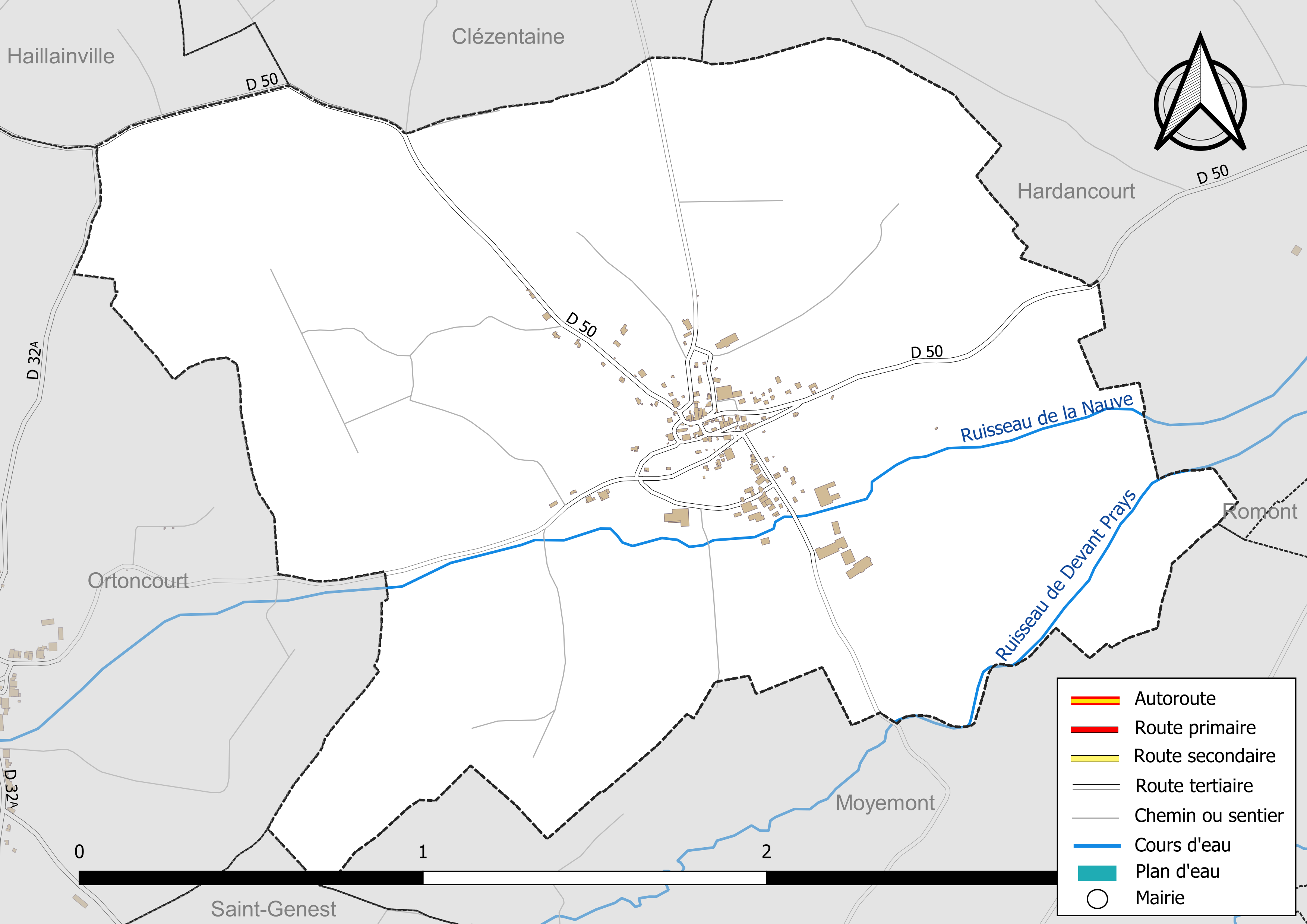
Réseaux hydrographique et routier de Fauconcourt.

La qualité des eaux de baignade et des cours d’eau peut être consultée sur un site dédié géré par les agences de l’eau et l’Agence française pour la biodiversité.

### Climat
Pour des articles plus généraux, voir Climat du Grand Est et Climat des Vosges.
En 2010, le climat de la commune est de type climat des marges montargnardes, selon une étude du Centre national de la recherche scientifique s'appuyant sur une série de données couvrant la période 1971-2000. En 2020, Météo-France publie une typologie des climats de la France métropolitaine dans laquelle la commune est exposée à un climat semi-continental et est dans une zone de transition entre les régions climatiques « Lorraine, plateau de Langres, Morvan » et « Vosges ». 
Pour la période 1971-2000, la température annuelle moyenne est de 9,5 °C, avec une amplitude thermique annuelle de 16,8 °C. Le cumul annuel moyen de précipitations est de 956 mm, avec 12,7 jours de précipitations en janvier et 10,5 jours en juillet. Pour la période 1991-2020, la température moyenne annuelle observée sur la station météorologique de Météo-France la plus proche, « Roville », sur la commune de Roville-aux-Chênes à 5 km à vol d'oiseau, est de 10,3 °C et le cumul annuel moyen de précipitations est de 833,3 mm. 
La température maximale relevée sur cette station est de 40 °C, atteinte le 25 juillet 2019 ; la température minimale est de −24,5 °C, atteinte le 2 janvier 1971,,. 
Les paramètres climatiques de la commune ont été estimés pour le milieu du siècle (2041-2070) selon différents scénarios d'émission de gaz à effet de serre à partir des nouvelles projections climatiques de référence DRIAS-2020. Ils sont consultables sur un site dédié publié par Météo-France en novembre 2022.

## Urbanisme

### Typologie
Au 1er janvier 2024, Fauconcourt est catégorisée commune rurale à habitat dispersé, selon la nouvelle grille communale de densité à sept niveaux définie par l'Insee en 2022.
Elle est située hors unité urbaine et hors attraction des villes,.

### Occupation des sols
L'occupation des sols de la commune, telle qu'elle ressort de la base de données européenne d’occupation biophysique des sols Corine Land Cover (CLC), est marquée par l'importance des territoires agricoles (63,2 % en 2018), en diminution par rapport à 1990 (69,5 %). La répartition détaillée en 2018 est la suivante : 
prairies (40,4 %), forêts (30,6 %), terres arables (22,8 %), zones urbanisées (6,2 %). L'évolution de l’occupation des sols de la commune et de ses infrastructures peut être observée sur les différentes représentations cartographiques du territoire : la carte de Cassini (XVIIIe siècle), la carte d'état-major (1820-1866) et les cartes ou photos aériennes de l'IGN pour la période actuelle (1950 à aujourd'hui).

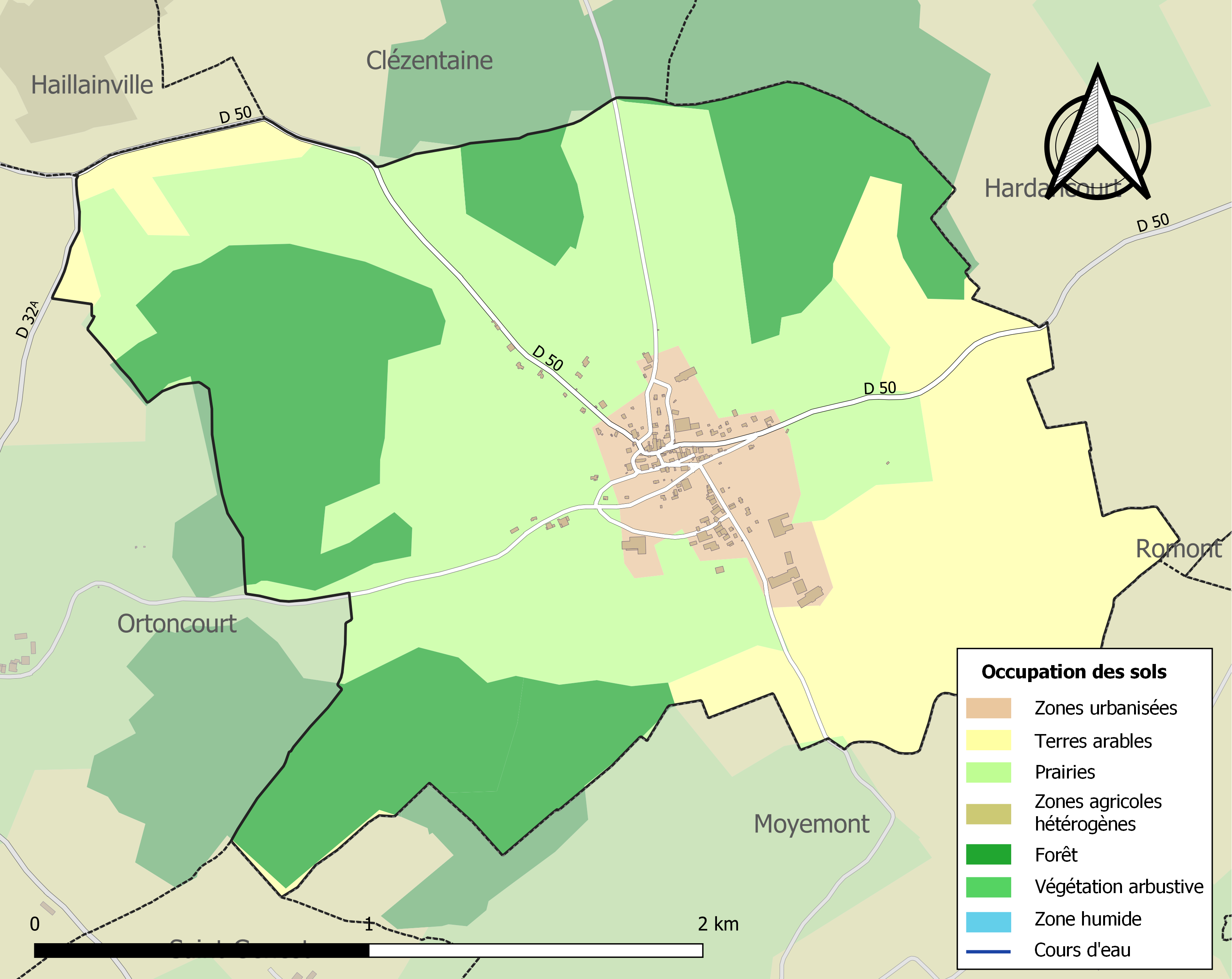
Carte des infrastructures et de l'occupation des sols de la commune en 2018 (CLC).

### Voies de communications et transports

#### Voies routières
- A31 (aussi appelée autoroute de Lorraine-Bourgogne). Échangeur Bulgnéville.
- D32 vers Rambervillers[15]

#### Transports en commun
- Fluo Grand Est.

#### Lignes SNCF
- Gare de Baccarat,
- Gare d'Azerailles,
- Gare de Bertrichamps,
- Gare de Chenevières,
- Gare de Thiaville.

#### Transports aériens
- L'Aéroport d'Épinal-Mirecourt « Vosges Aéroport ».

À partir de l'été 2021, l’aéroport d’Épinal-Mirecourt est devenu le "pélicandrome" de la Zone Est et servira ainsi de base de ravitaillement et d’intervention pour les avions bombardiers d’eau connus sous le nom de Dash 8.
- Aéroport de Nancy-Essey.

## Toponymie
Le nom de la localité est attesté sous les formes Falconcort (1156) ; Falcuncort (1174) ; Falchoncort (1178) ; B. de Falcuncorth (1186) ; Faconcort (1195) ; Falconcourt (1398) ; Fauconcuria (1402) ; Faulconcourt, Falconcourt (1431) ; Faconcourt (1569) ; Fauconcour (1656).

Le nom du village vient des faucons qui vivaient, autrefois, aux alentours de Fauconcourt.[réf. nécessaire]

## Histoire
Au XVIIIe siècle, la seigneurie de Fauconcourt appartint au sieur de Mitry, puis au seigneur de Vioménil.
Les invasions barbares.
De 1790 à l’an IX, Fauconcourt est chef-lieu d'un canton absorbé ensuite par celui de Rambervillers.

## Politique et administration

### Budget et fiscalité 2023

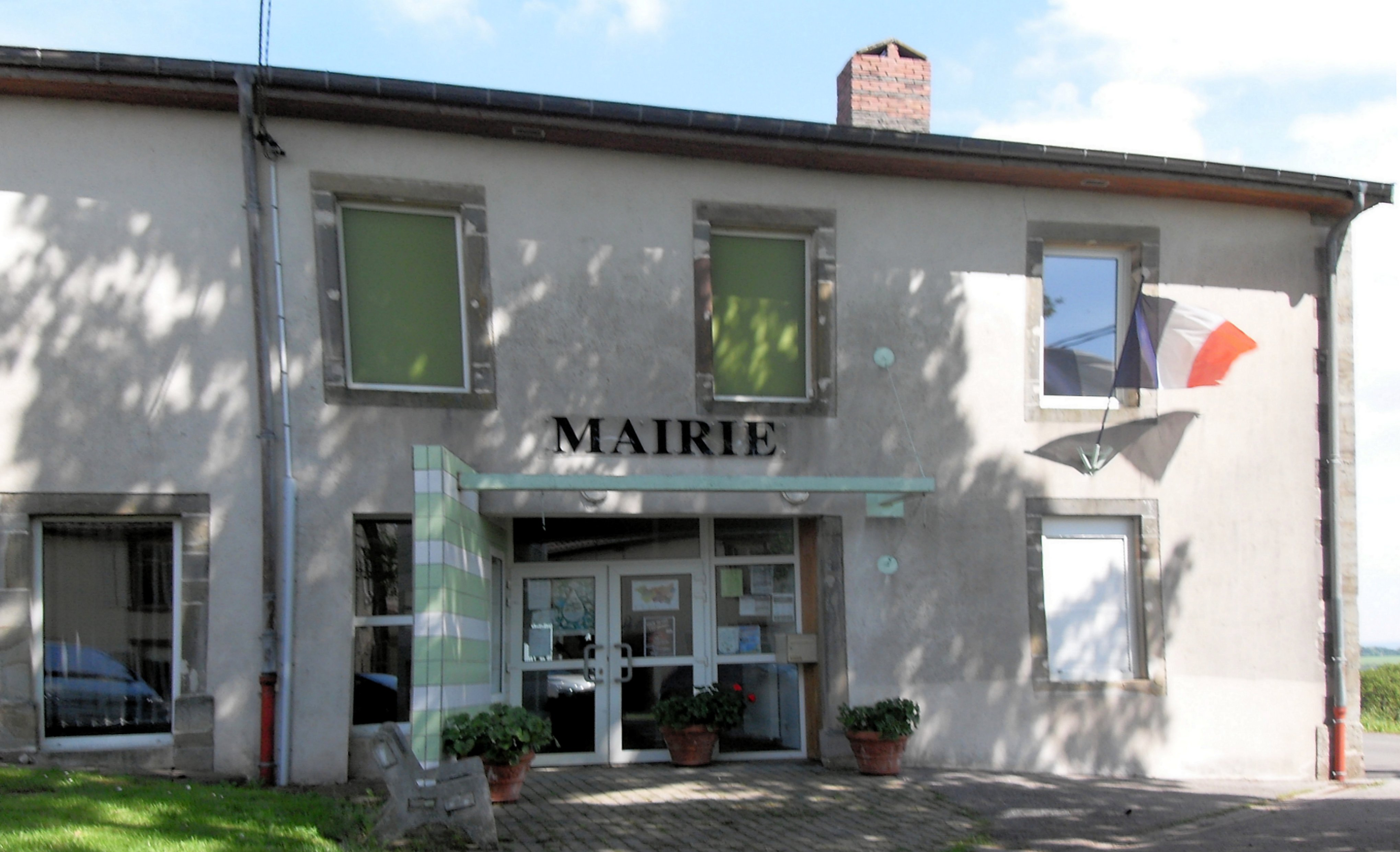
La mairie.

En 2023, le budget de la commune était constitué ainsi :
- total des produits de fonctionnement : 163 000 €, soit 697 € par habitant ;
- total des charges de fonctionnement : 159 000 €, soit 679 € par habitant ;
- total des ressources d'investissement : 158 000 €, soit 676 € par habitant ;
- total des emplois d'investissement : 34 000 €, soit 144 € par habitant ;
- endettement : 101 000 €, soit 430 € par habitant.

Avec les taux de fiscalité suivants :
- taxe d'habitation : 18,37 % ;
- taxe foncière sur les propriétés bâties : 38,64 % ;
- taxe foncière sur les propriétés non bâties : 19,57 % ;
- taxe additionnelle à la taxe foncière sur les propriétés non bâties : 0,00 % ;
- cotisation foncière des entreprises : 0,00 %.

Chiffres clés Revenus et pauvreté des ménages en 2021 : médiane en 2021 du revenu disponible, par unité de consommation : 24 480 €.

### Liste des maires
| Période                                  | Période        | Identité           | Étiquette | Qualité                                 |
| ---------------------------------------- | -------------- | ------------------ | --------- | --------------------------------------- |
| Les données manquantes sont à compléter. |                |                    |           |                                         |
| avant 1878                               | après 1879     | Villain            |           |                                         |
| 1901                                     | 1921           | Albert Demangeon   |           |                                         |
| 1921                                     | 1925           | Louis Bailly       |           |                                         |
| 1925                                     | 1940           | Edmond Thomas      |           |                                         |
| 1940                                     | 1944           | Paul Didier        |           |                                         |
| 1944                                     | 1945           | Louis Bailly       |           |                                         |
| 1945                                     | 1953           | Jules Géhin        |           |                                         |
| 1953                                     | 1965           | Pierre de Lachaise |           |                                         |
| 1965                                     | mars 1983      | Henri Simon        |           |                                         |
| mars 1983                                | mars 1989      | Marcel Vautrin     |           | Agriculteur                             |
| 1989                                     | septembre 2001 | Bernard Meyer      |           | Entrepreneur. Décédé en cours de mandat |
| octobre 2001                             | mars 2014      | Gérard Vincent     |           | Agriculteur                             |
| mars 2014                                | En cours       | Stéphane Simonin   |           | Agriculteur                             |

## Population et société

### Démographie

#### Évolution démographique
L'évolution du nombre d'habitants est connue à travers les recensements de la population effectués dans la commune depuis 1793. Pour les communes de moins de 10 000 habitants, une enquête de recensement portant sur toute la population est réalisée tous les cinq ans, les populations de référence des années intermédiaires étant quant à elles estimées par interpolation ou extrapolation. Pour la commune, le premier recensement exhaustif entrant dans le cadre du nouveau dispositif a été réalisé en 2007.

En 2022, la commune comptait 131 habitants, en évolution de +1,55 % par rapport à 2016 (Vosges : −2,96 %, France hors Mayotte : +2,11 %).
| 1793 | 1800 | 1806 | 1821 | 1831 | 1836 | 1841 | 1846 | 1856 |
| ---- | ---- | ---- | ---- | ---- | ---- | ---- | ---- | ---- |
| 260  | 260  | 306  | 306  | 336  | 321  | 276  | 286  | 293  |

| 1861 | 1866 | 1876 | 1881 | 1886 | 1891 | 1896 | 1901 | 1906 |
| ---- | ---- | ---- | ---- | ---- | ---- | ---- | ---- | ---- |
| 283  | 282  | 268  | 244  | 236  | 239  | 239  | 216  | 220  |

| 1911 | 1921 | 1926 | 1931 | 1936 | 1946 | 1954 | 1962 | 1968 |
| ---- | ---- | ---- | ---- | ---- | ---- | ---- | ---- | ---- |
| 194  | 167  | 146  | 146  | 146  | 105  | 116  | 121  | 107  |

| 1975 | 1982 | 1990 | 1999 | 2006 | 2007 | 2012 | 2017 | 2022 |
| ---- | ---- | ---- | ---- | ---- | ---- | ---- | ---- | ---- |
| 102  | 105  | 125  | 122  | 125  | 125  | 124  | 132  | 131  |

### Enseignement
Établissements d'enseignements :
- Écoles maternelles à Fauconcourt, Romont, Rehaincourt, Rambervillers, Hadigny-les-Verrières.
- Écoles primaires à Moyemont, Saint-Maurice-sur-Mortagne, Roville-aux-Chênes, Rehaincourt, Hadigny-les-Verrières.
- Collèges à Rambervillers, Châtel-sur-Moselle, Gerbéviller, Baccarat.
- Lycées à Roville-aux-Chênes, Thaon-les-Vosges, Épinal.

### Santé
Professionnels et établissements de santé :
- Médecins à Rambervillers, Magnières, Châtel-sur-Moselle, Sercoeur, Nomexy, Girmont, Gerbéviller.
- Pharmacies à Rambervillers, Magnières, Châtel-sur-Moselle, Nomexy, Portieux, Gerbéviller.
- Hôpitaux à Rambervillers, Châtel-sur-Moselle, Thaon-les-Vosges, Charmes.

### Cultes
- Culte catholique, Paroisse Notre-Dame-de-la-Mortagne[31], Diocèse de Saint-Dié.

## Économie

### Entreprises et commerces

#### Commerces
- Commerces et services de proximité[32].

## Culture locale et patrimoine

### Lieux et monuments

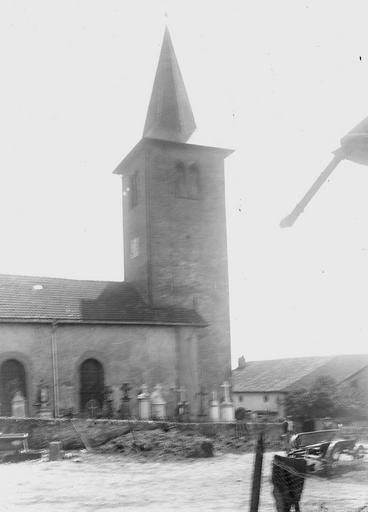
Clocher de l'église Saint-Remi en 1914.
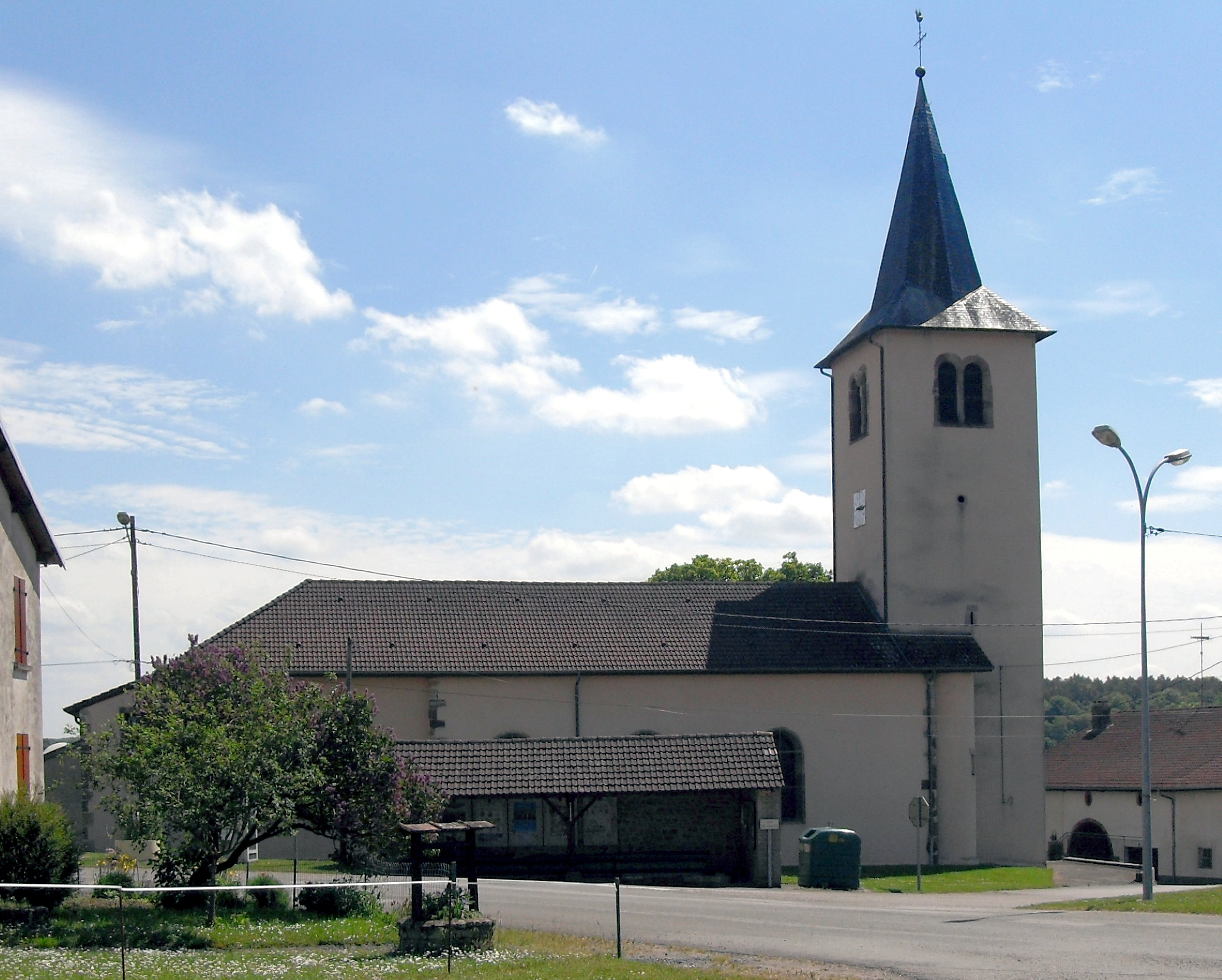
L'église Saint-Remi le 16 mai 2015.

- Église Saint-Remi[33].
- Stèle commémorative, carré militaire dans le cimetière communal, plaque commémorative[34],[35],[36].
- Fontaine en fonte[37].
- L'oratoire à la Vierge[38].
- Château de Fauconcourt[39],[40].

### Héraldique, logotype et devise
Commune sans blason.

## Pour approfondir